# Henry Jordan
Henry Wendell Jordan (Emporia, Virginia, 26 de enero de 1935 – Milwaukee, Wisconsin, 21 de febrero de 1977), más conocido como Henry Jordan, fue un jugador profesional estadounidense de fútbol americano que se desempeñó en la posición de defensive tackle en la National Football League (NFL). Es miembro del Salón de la Fama del Fútbol Americano Profesional.

## Carrera
Jordan jugó como profesional dos temporadas en Cleveland Browns (1957-1958), después pasó a Green Bay Packers, donde jugó once temporadas (1959-1969), y fue el equipo en el que se retiró.

## Reconocimiento
El 29 de julio de 1995, ingresó como miembro al Salón de la Fama del Fútbol Americano Profesional.